# Січ-2М
«СІЧ-2М» — запланований до запуску український супутник оптико-електронного спостереження Землі.
Призначений для оперативного отримання цифрових оптико-електронних знімків поверхні Землі в панхроматичному та багатоспектральних діапазонах з високим розділом на місцевості, а також стереоскопічних знімків для побудови цифрових карт місцевості.
| Характеристика                                                                       | Параметр                                                                                    |
| ------------------------------------------------------------------------------------ | ------------------------------------------------------------------------------------------- |
| Маса супутника                                                                       | 260 кг                                                                                      |
| Висота польоту                                                                       | 490 км                                                                                      |
| Роздільна здатність на місцевості: - Панхроматичні знімки - Багатоспектральні знімки | - - 2 м - 5,7 м                                                                             |
| Спектральний діапазон - Панхроматичні знімки - Багатоспектральні знімки              | - - 0,52 … 0,85 мкм - 0,51 … 0,59 мкм - 0,61 … 0,68 мкм - 0,80 … 0,89 мкм - 0,51 … 0,90 мкм |
| Смуга захоплення на місцевості: - Панхроматичні знімкив - Багатоспектральні знімки   | - - 22,5 км - 34,1 км                                                                       |
| Термін активного існування                                                           | не менше 5 років                                                                            |
| Носій виведення на орбіту                                                            | Дніпро Україна                                                                              |
| Дата запуску                                                                         | запланована на 2018 рік                                                                     |
| Розробники                                                                           | Конструкторське бюро «Південне» Україна                                                     |
| Виробник                                                                             | "Виробниче об'єднання «Південний машинобудівний завод ім. О. М. Макарова» Україна           |

Супутник СІЧ-2М

Супутник Січ-2М

Створення супутника «Січ-2М» передбачалося Національною космічною програмою України на 2008–2012 роки.